# Marin-Epagnier
Marin-Epagnier är en ort i kommunen Laténa i kantonen Neuchâtel i Schweiz. Den ligger vid Neuchâtelsjön, cirka 6 kilometer nordost om Neuchâtel. Orten har 4 649 invånare (2023). Marin-Epagnier består av ortsdelarna Marin och Epagnier (äldre tyskt namn: Späniz).
Orten var före den 1 januari 2009 en egen kommun, men slogs då samman med kommunen Thielle-Wavre till den nya kommunen La Tène. La Tène blev i sin tur en del av kommunen Laténa den 1 januari 2025.